# Sylvia Albrecht
Sylvia Albrecht, född 28 oktober 1962 i Berlin, är en tysk före detta skridskoåkare som tävlade för Östtyskland.
Albrecht blev olympisk bronsmedaljör på 1 000 meter vid vinterspelen 1980 i Lake Placid.